# Collingswood
Collingswood és una població dels Estats Units a l'estat de Nova Jersey. Segons el cens del 2007 tenia 13.812 habitants.

## Demografia
Segons el cens del 2000, Collingswood tenia 14.326 habitants, 6.263 habitatges, i 3.463 famílies. La densitat de població era de 3.022,6 habitants/km².
Dels 6.263 habitatges en un 25,6% hi vivien nens de menys de 18 anys, en un 38,2% hi vivien parelles casades, en un 13,1% dones solteres, i en un 44,7% no eren unitats familiars. En el 36,6% dels habitatges hi vivien persones soles el 14% de les quals corresponia a persones de 65 anys o més que vivien soles. El nombre mitjà de persones vivint en cada habitatge era de 2,27 i el nombre mitjà de persones que vivien en cada família era de 3,05.
Per edats la població es repartia de la següent manera: un 21,8% tenia menys de 18 anys, un 8,6% entre 18 i 24, un 32,9% entre 25 i 44, un 22,3% de 45 a 60 i un 14,4% 65 anys o més.
L'edat mediana era de 37 anys. Per cada 100 dones de 18 o més anys hi havia 85,8 homes.
La renda mediana per habitatge era de 43.175 $ i la renda mediana per família de 57.987 $. Els homes tenien una renda mediana de 40.423 $ mentre que les dones 30.877 $. La renda per capita de la població era de 24.358 $. Aproximadament el 3,8% de les famílies i el 6,1% de la població estaven per davall del llindar de pobresa.

## Poblacions més properes
El següent diagrama mostra les poblacions més properes.